# Hiếu Chương Thế tử
Hiếu Chương Thế tử（tiếng Hàn: 효장세자/ 孝章世子；4 tháng 4 năm 1719 - 16 tháng 12 năm 1728, tên húy là Lý Hành（tiếng Hàn: 이행/ 李緈, biểu tự là Thánh Kính（tiếng Hàn: 성경/ 聖敬, nhũ danh là Vạn Phúc（tiếng Hàn: 만복/ 萬福）) là trưởng tử của vị quân vương thứ 21 của Triều Tiên, tức Triều Tiên Anh Tổ. Sinh ra bởi Ôn Hi Tĩnh tần Lý thị, nhưng do Tĩnh tần mất sớm, ông được Trinh Thánh Vương hậu nuôi dưỡng. Sau khi Anh Tổ lên ngôi, phong ông là Kính Nghĩa Quân, sau đó đổi phong làm Vương thế tử.
Vào năm thứ tư dưới triều Anh Tổ (1728), ông qua đời tại Tiến Tu Đường ở Xương Khánh cung. Anh Tổ ban thụy hiệu là Hiếu Chương Thế tử. Đến năm thứ 52 triều Anh Tổ (1776), ông được đổi xưng là Thừa Thống Thế tử（승통세자).
Sau khi Triều Tiên Chính Tổ lên ngôi, tuân theo di chỉ của Anh Tổ, truy tôn ông thụy hiệu miếu là Chân Tông（진종, với thụy hiệu đầy đủ là Chân Tông Ôn Lương Duệ Minh Triết Văn Hiếu Chương Đại vương（진종온량예명철문효장대왕).
Nhà Thanh truy tặng thụy hiệu là Khác Mẫn（각민). Ông được an táng tại Paju ở Vĩnh lăng.
Sau khi Đại Hàn Đế quốc được thành lập, vào năm thứ hai niên hiệu Long Hi (1908), ông được truy tôn là hoàng đế, thụy hiệu đổi thành Ôn Lương Duệ Minh Triết Văn Hiếu Chương Chiêu Hoàng đế（온량예명철문효장소황제).

## Gia đình
- Phụ thân: Triều Tiên Anh Tổ.
- Mẫu thân: Ôn Hi Tĩnh tần Lý thị (溫僖靖嬪李氏, 1691 - 1721), người ở Hàm Dương. Cung hiệu là Diên Hỗ cung (延祜宮).
- Hậu cung:

Hiếu Thuần Vương hậu Triệu thị (孝純王后 趙氏, 1715–1751), người ở Phong Dương (豐壤). Bà là con gái của Phong Lăng phủ viện quân Triệu Văn Mệnh (豊陵府院君 趙文命) và phu nhân Toàn Châu Lý thị (完興府夫人 全州李氏).
Bà được phong làm Thế tử tần năm 1727 (Anh Tổ năm thứ 3), sau khi chồng mất sớm, năm 1735 (Anh Tổ, năm thứ 11) được đổi làm Hiền tần (賢嬪). Năm 1751 (Anh Tổ năm thứ 27) qua đời tại Kiến Cực Đường, cùng năm được ban thụy hiệu Hiếu Thuần Hiền tần (孝純賢嬪). Sau này được truy phong làm Hiếu Thuần Vương hậu, thời Thuần Tông được cải phong thành Hiếu Thuần Chiêu Hoàng hậu (孝純昭皇后).